# Maria Verelst
Maria Verelst (* 1680 in Wien; † 1744 in London) war eine englische Porträtmalerin.

## Leben und Werk
Verelst stammt aus einer englischen, aber ursprünglich aus Holland stammenden Familie bekannter Maler namens Verelst. Allgemein wird angenommen, dass sie 1680 in Wien als Tochter des Malers Herman Verelst (1641/1642–1690) und als Schwester des Cornelius Verelst (1667–1728) zur Welt gekommen ist. Stimmt dies, so war Pieter Verelst (ca. 1618–1678) ihr Großvater und Simon Verelst (ca. 1644–1710/1721) ihr Onkel. Herman und Simon gelten als ihre Lehrmeister. In seinem Eintrag zu Simon Verelst im Oxford Dictionary of National Biography bestritt Paul Taylor diese Theorie allerdings auf der Basis, dass das Testament eines weiteren Sohnes von Herman Verelst aus dem Jahr 1704 Maria Verelst nicht weiter erwähnt. Er geht davon aus, dass Maria keine leibliche Tochter des Herman Verelst war, sondern in die Familie eingeheiratet habe. Das würde in Frage stellen, ob Maria wirklich 1680 in Wien geboren wurde. In jedem Fall zogen die Verelsts später nach England, wo sie sich 1683 in London niederließen. Dort wirkte später auch Maria, wo sie 1744 starb. Abgesehen von der Malerei wird sie als intellektuell gebildet und musikalisch begabt beschrieben.

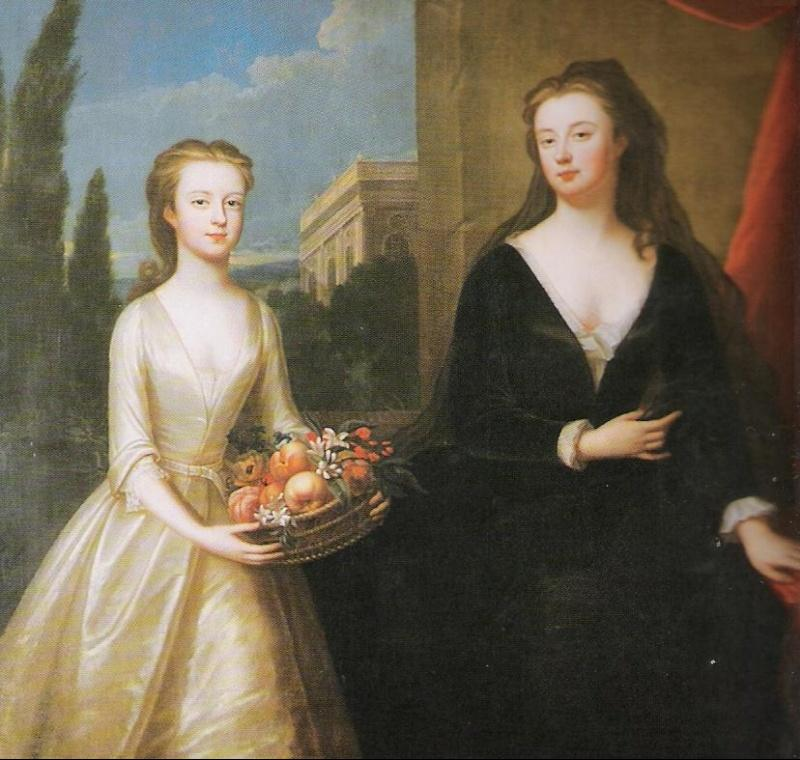
Maria Verelst: Porträt der Lady Diana Spencer und der Duchess of Marlborough, um 1722

Aussagen über Verelsts Œuvre sind nur begrenzt möglich, da nur wenige ihrer Gemälde bekannt sind. Einige ihrer Werke wurden fälschlicherweise auch anderen Porträtmalerin zugeschrieben. Soweit bekannt, betätigte sich Verelst ausschließlich in der Porträtmalerei. Sie spezialisierte sich dabei auf kleine Porträts auf Kupfertafeln, schuf aber auch einige größere, teils lebensgroße Werke. Fast ausschließlich malte sie für den britischen Landadel, d. h. die Gentry; oftmals bildeten ihre Gemälde Frauen ab. Viele ihrer Kunden stammten aus der schottischen Oberschicht, mehrere Werke schuf sie unter anderem aber auch für die Familie der Marquesses Townshend sowie für die Barons Cornwallis.
Die frühesten ihrer bekannten Werke stammen aus den 1720er Jahren und sind im damals üblichen Barockstil in der Tradition von Godfrey Kneller gehalten. Ihr Frühwerk zeigt Anleihen von William Aikman und Charles Jervas, während spätere Werke aus den 1730er Jahren einen Einfluss von Thomas Hudson attestieren. Ihre Gemälde verkörpern sehr die üblichen Formeln der barocken Porträtmalerei, insbesondere, wenn es um die Darstellung der Personen geht. Oftmals zeigte sie die Frauen in relativ informellen Kleidern, hin und wieder platzierte sie symbolische Objekte in die Bildkomposition, um Eigenschaften ihrer Modelle zu unterstreichen. Die Hintergründe ihrer Gemälde zeigen entsprechend der barocken Tradition meist Landschaften, teils von arkadischem Ausmaß, und sind mitunter durch Vorhänge dekoriert. John Hayes urteilte 1992, dass ihre Modellierungen „solide“ und ihre Bildkompositionen „konventionell“ seien, doch gerade die Darstellung von Vorhängen „primitiv“ ausfallen würde. Analysen im Rahmen von Restaurierungen der Cornwallis-Gemälde unter der Ägide von English Heritage unterstützten den Eindruck, dass Verelsts Malstil darauf ausgerichtet war, einfach und pragmatisch die Modelle abbilden zu können. Es stellte sich jedoch heraus, dass Verelst gerade bei den Kleidern von Frauen mit weißer Farbe bestimmte Teile der Kleider betonte. Um die weißen Teile nicht zu sehr herauszustellen, nutzte sie für die Kleider eine Lasur. Diese Technik unterscheidet sie von vielen Zeitgenossen.